# Identyfikowanie celów powietrznych

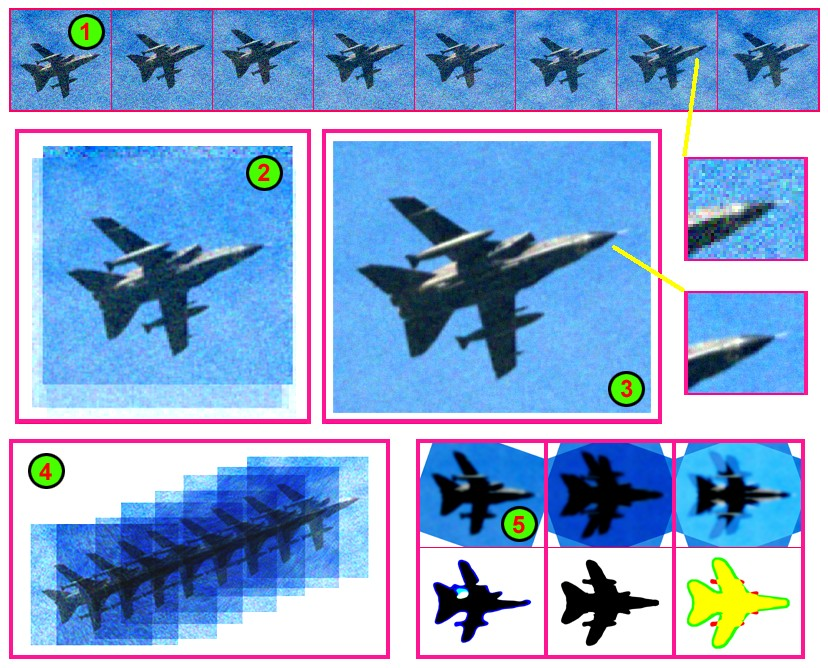
Przedstawienie identyfikacji i śledzenia statku powietrznego

Identyfikowanie celów powietrznych - ustalanie przynależności samolotów i bezpilotowych środków napadu powietrznego do danego państwa i jego sił zbrojnych. 
Obecnie podstawę identyfikacji stanowi rozpoznanie radiolokacyjne. W celu identyfikacji wszystkie samoloty własnych sił zbrojnych są wyposażone w aparaturę radiolokacyjną umożliwiającą ich zidentyfikowanie, a loty lotnictwa są ściśle regulowane określonymi przepisami, które umożliwiają śledzenie ruchów samolotu.